# حرب خاصة
حرب خاصة (بالإنجليزية: A Private War)‏ فيلم دراما، سيرة ذاتية قادم للمخرج ماثيو هاينمان وبطولة روزاموند بايك في دور الصحفية الأمريكية ماري كولفين. يستند الفيلم على مقالة نشرت في عام 2012 بعنوان حرب ماري كولفين الخاصة في مجلة فانيتي فير بقلم ماري برينر. الفيلم من كتابة آرش عامل ويضم توم هولاندر،جيمي دورنان وستانلي توتشي.

## طاقم العمل
- روزاموند بايك بدور ماري كولفين
- جيمي دورنان بدور (بول كونروي)
- ستانلي توتشي بدور (توني شاو)
- توم هولاندر
- كوري جونسون بدور (نورم كوبيرن)

## التصوير
تم تصوير الفيلم في الأردن ثم لندن.

## روابط خارجية
- حرب خاصة على موقع IMDb (الإنجليزية)
- حرب خاصة على موقع ميتاكريتيك (الإنجليزية)
- حرب خاصة على موقع روتن توميتوز (الإنجليزية)
- حرب خاصة على موقع ألو سيني (الفرنسية)
- حرب خاصة على موقع بوكس أوفيس موجو (الإنجليزية)
- حرب خاصة على موقع فيلمافينيتي (الإسبانية)
- حرب خاصة على موقع قاعدة بيانات الفيلم (الإنجليزية)
- حرب خاصة على موقع ليتربوكسد (الإنجليزية)
- حرب خاصة على موقع كينوبويسك (الروسية)